# Pfarrkirche Zammelsberg

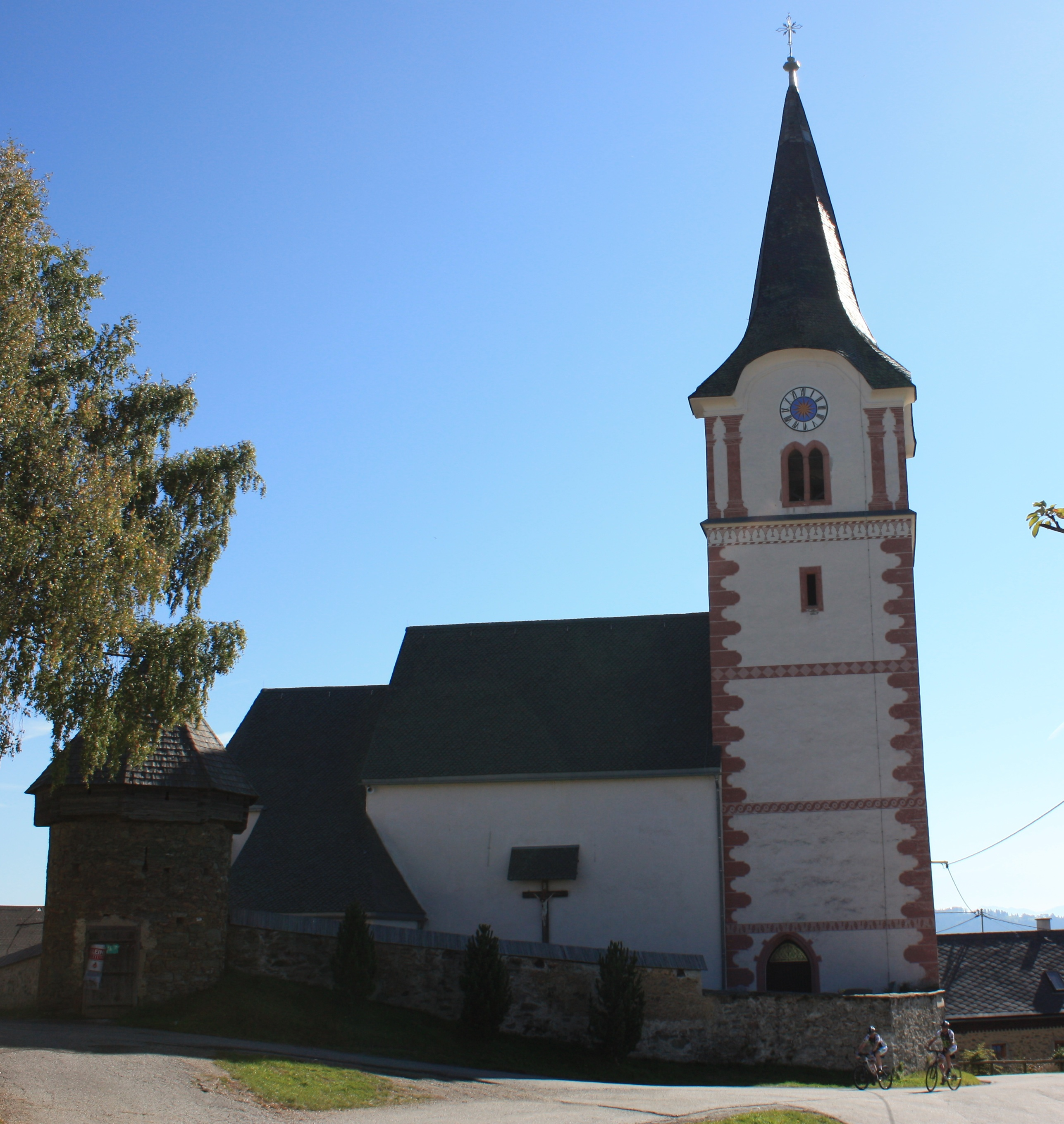

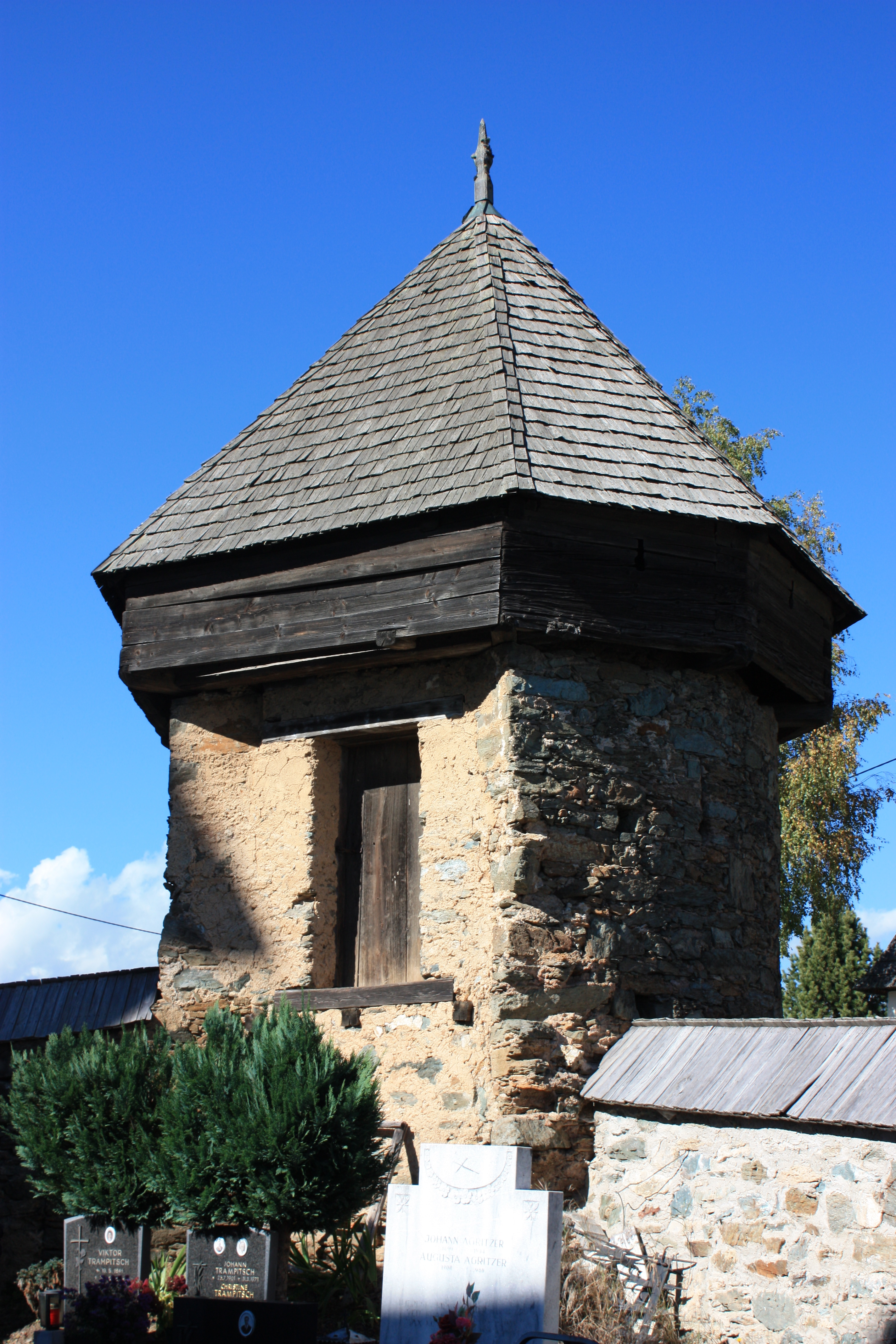
Wehrturm

Die Pfarrkirche Zammelsberg steht in 1100 Meter Höhe im gleichnamigen Streudorf über dem Gurktal in der Gemeinde Weitensfeld. Die dem heiligen Georg geweihte Kirche wurde zwischen 1050 und 1065 erstmals erwähnt und 1131 als Pfarrkirche genannt.
Die Kirche ist von einer ehemals wehrhaften Friedhofsmauer umgeben, in deren Verband im Norden ein runder nach innen abgeplatteter Wehrturm mit achteckigem Balkenaufbau und mit Schindeln gedecktem Pyramidendach steht. Der Wehrturm besitzt Schlüsselscharten und an der Unterseite eine Wurfspalte.

## Baubeschreibung
Die Kirche ist ein spätgotischer, wahrscheinlich um 1490 errichteter Bau mit eingezogenem Chor. Am von einem zweistufigen Strebepfeiler gestützten Chor ist nördlich eine Sakristei angebaut. Der mächtige westliche Vorhallenturm hat die volle Breite des Langhauses und ist an der Westseite mit der Wehrmauer verbunden. Der Turm besitzt zweiteilige spitzbogige Schallfenster und wird von einem achtseitigen Spitzhelm bekrönt. Einfach profilierte Seitenportale führen in die Turmvorhalle.
Im dreijochigen Langhaus ruht ein Sternrippengewölbe auf Runddiensten. Ein abgefaster spitzbogiger Triumphbogen verbindet das Langhaus und den eineinhalbjochigen sternrippengewölbten Chor mit Fünfachtelschluss. Die figürlich geschmückten Schlusssteine im Chor zeigen unter anderem ein Wappenschild mit Ochsen und den heiligen Georg. Im Chor befindet sich eine fialenbekrönte Sakramentsnische aus der Mitte des 15. Jahrhunderts. In den zweibahnigen Maßwerksfenstern in Chor und Langhaus haben sich zum Teil mittelalterliche Glasmalereireste erhalten. Ein gekehltes spitzbogiges Portal mit spätgotischer eisenbeschlagener Tür führt in den barock gewölbten Chor mit einem polygonalen gratgewölbten Chörlein, das wahrscheinlich aus dem 14. Jahrhundert stammt.

## Einrichtung
Der Hochaltar von 1691 ist ein Kolonnaden-Altar mit hohem Sockelgeschoß und Opfergangsportalen, der an Sockel, Gebälk und den seitlichen Ohren mit Knorpelwerk geschmückt ist. Das Mittelbild des heiligen Georg wird innen von den Statuen Moses und des heiligen Stephanus und außen von den Heiligen Katharina und Barbara flankiert. Neben dem Aufsatzbild mit der Heiligen Dreifaltigkeit stehen die Figuren des Johann Nepomuk und wohl des Franz Xaver.
Der gemauerte linke Seitenaltar trägt eine Dreifaltigkeitsgruppe aus der Mitte des 18. Jahrhunderts, der rechte mit seitlich rahmenden Weinlaubsäulen eine Madonna vom Ende des 17. Jahrhunderts und im Aufsatz eine Marienkrönungsgruppe aus dem ersten Viertel des 16. Jahrhunderts.
An der unteren Brüstung der zweigeschoßigen hölzernen Westempore hängen halbfigurige Apostelbilder. Diese sind Anfang des 18. Jahrhunderts gemalte Kopien nach Rubens und sind teilweise seitenverkehrt.
Zur weiteren Ausstattung zählen ein achtseitiger spätgotischer Taufstein, ein Steinsarkophag aus dem frühen 14. Jahrhundert und nachgotische Schnitzfiguren, die wahrscheinlich 1624 von einem Meister Hans gefertigt wurden.